# La foiba grande
La foiba grande è un romanzo di Carlo Sgorlon del 1992, che narra le vicende di uno scultore e dei suoi compaesani durante e dopo le due guerre mondiali.

## Trama
Benedetto Polo nasce in una famiglia istriana, da madre di origine austriaca.
Dopo la morte della moglie, per evitare di combattere durante la prima guerra mondiale, si trasferisce all'estero.
Nessuno dei familiari sa dove sia andato, finché dalle sue lettere si scopre che è imbarcato come marittimo per evitare l'arruolamento sia dell'esercito austriaco che dell'esercito italiano.
All'età di cinquant'anni ritorna a casa. Sembra povero e senza un mestiere, ma comunque ha una certa disponibilità di denaro e si viene a sapere che è uno scultore apprezzato in America.
"Beh, cosa vuoi che sia, anche se un podere è stato venduto? Per me è come se niente fosse cambiato. Tutto è nostro, e nello stesso tempo non lo è...".»
(Carlo Sgorlon, La foiba grande, capitolo II: Il vuoto)
Ha un buon rapporto con i compaesani di Umizza, che lo vedono come un personaggio strano (non è "normale" vivere facendo lo scultore) ma in fondo una brava persona. Si lega in particolare al giovane Frane Radek e a sua sorella, Vera, che fa la serva in casa sua. La ragazza ha una forte personalità ed è molto bella. Un ragazzo del paese, Vlado Caharija, è innamorato di lei ma viene respinto nonostante la simpatia reciproca.
Scoppia la seconda guerra mondiale che stravolge la vita dei giovani del paese. Sentono di non appartenere a nessuna nazione e molti disertano l'esercito per ingrossare le file dei partigiani. Nel frattempo Benedetto conosce il suo sosia, un uomo di Rovigno che ha alimentato inconsapevolmente tante chiacchiere sul suo conto. La guerra procede con tutte le sventure che l'accompagnano e ad Umizza si viene a sapere che Vlado è stato catturato dai soldati. Benedetto e Vera partono per Lubiana per cercare di salvarlo attraverso delle conoscenze dello scultore. Vera subisce la violenza di due soldati italiani e Benedetto si sente responsabile: per la prima volta vede Vera come una donna, avendo sempre cercato di negare a sé stesso la femminilità della ragazza, che sente quasi come una figlia.
Comunque la vitalità di Vera non viene repressa dall'accaduto.
Il sosia di Benedetto, Milan Bescovich, si ritira dalla marina e viene ad abitare ad Umizza, legato dall'amicizia con lo scultore. Sposa Maddalena diventando così il patrigno di Vera e di Frane.
Vera si sentre sempre più attratta da Benedetto, nonostante la differenza d'età. Dopo aver parlato con Lidia, la donna dello scultore, la ragazza decide di rinunciare a lui.
Gli istriani vivono nella vana attesa della liberazione da parte degli alleati. Incominciano a scomparire le persone, probabilmente deportate dai tedeschi, tra queste anche Lidia. Benedetto soffre molto ma si rassegna alla perdita.
Gli istriani hanno paura di passare dal dominio tedesco a quello degli slavi, la gente ha paura di esprimere anche la propria opinione. A guerra finita le sparizioni delle persone continuano, questa volta operate da altri nemici. Si inizia a sospettare che gli scomparsi siano stati gettati nelle foibe di cui è ricco il Carso. Nei pressi di Umizza si trova la foiba più grande, di cui non è possibile misurare il fondo.
Alcuni paesani di sentimenti filoitaliani scelgono di andarsene dall'Istria. Benedetto cerca di convincere i più a rimanere, per mantenere l'identità del suo popolo nonostante i nuovi invasori.
"Oggi è così, ma domani cambierà."
"Quando? Quando saremo tutti morti? Quando Frane sarà un vecchio decrepito, col bastone e i capelli bianchi?"
Benedetto continuava a scuotere la testa. Ce l'avrebbe fatta, stringendo i denti. Nella storia vinceva sempre chi sapeva resistere ed era capace di soffrire di più.»
(Carlo Sgorlon, La foiba grande, capitolo XVIII: I fantasmi)
Vlado fa ritorno in paese, ora è un ufficiale delle milizie titine. La gente spera di ricevere aiuto da lui, ma rimane delusa. Il ragazzo è cambiato, è diventato cinico e duro. Le abitudini cambiano forzatamente, le chiese vengono usate come magazzini e chi dà aiuto ai preti viene guardato con sospetto. 
Dopo la scomparsa di Milan, catturato probabilmente per errore, confuso con il suo sosia, Benedetto capisce che è ora di partire. Coinvolge nel suo progetto i compaesani rimasti. Rischiano di essere denunciati da Vlado, ritornato perché ancora innamorato di Vera. Lei paga la libertà per tutti concedendosi al ragazzo. I profughi riescono a lasciare la costa a bordo di un veliero, alla ricerca di una nuova vita.

## Edizioni
- Carlo Sgorlon, La foiba grande, Collana Scrittori italiani e stranieri, Milano, Mondadori, 1992,  p. 320. - Milano, Club degli Editori, 1992.
- Carlo Sgorlon, La foiba grande, Collana Oscar Bestsellers n.373, Milano, Mondadori, 1994,  p. 320. - Collana Oscar narrativa, Milano, Mondadori, 2005, pp.320, ISBN 88-04-53446-X.
- Carlo Sgorlon, La foiba grande, con uno scritto inedito dell'autore, Oscar scrittori moderni n.1751, Milano, Mondadori, 2014,  p. 320, ISBN 978-88-04-64974-8.
- Carlo Sgorlon, La foiba grande, Postfazione di Gianni Oliva, Oscar moderni. Cult, Milano, Mondadori, 2020,  p. 271, ISBN 978-88-04-72297-7.